# Сатирова, Альбина Дмитриевна
Альбина Дмитриевна Сатирова — советский хозяйственный и государственный деятель, Герой Социалистического Труда.

## Биография
Родилась в 1937 году в Ярославле. Член КПСС.
Окончила Ярославский техникум лёгкой промышленности.
В 1956—1994 — клейщица, затяжчица кожевенно-обувного производственного объединения «Североход» Министерства лёгкой промышленности РСФСР.
Указом Президиума Верховного Совета СССР от 9 июня 1966 года за выдающиеся заслуги в выполнении заданий семилетнего плана и достижение высоких технико-экономических показателей по производству тканей, трикотажу, обуви, швейных изделий и другой продукции легкой промышленности присвоено звание Героя Социалистического Труда с вручением ордена Ленина и золотой медали «Серп и Молот».
Делегат XXIII съезда КПСС.
Жила в Ярославле.

## Награды и звания
- Герой Социалистического Труда (09.06.1966)
- Орден Ленина (09.06.1966)